# Kvášňovice

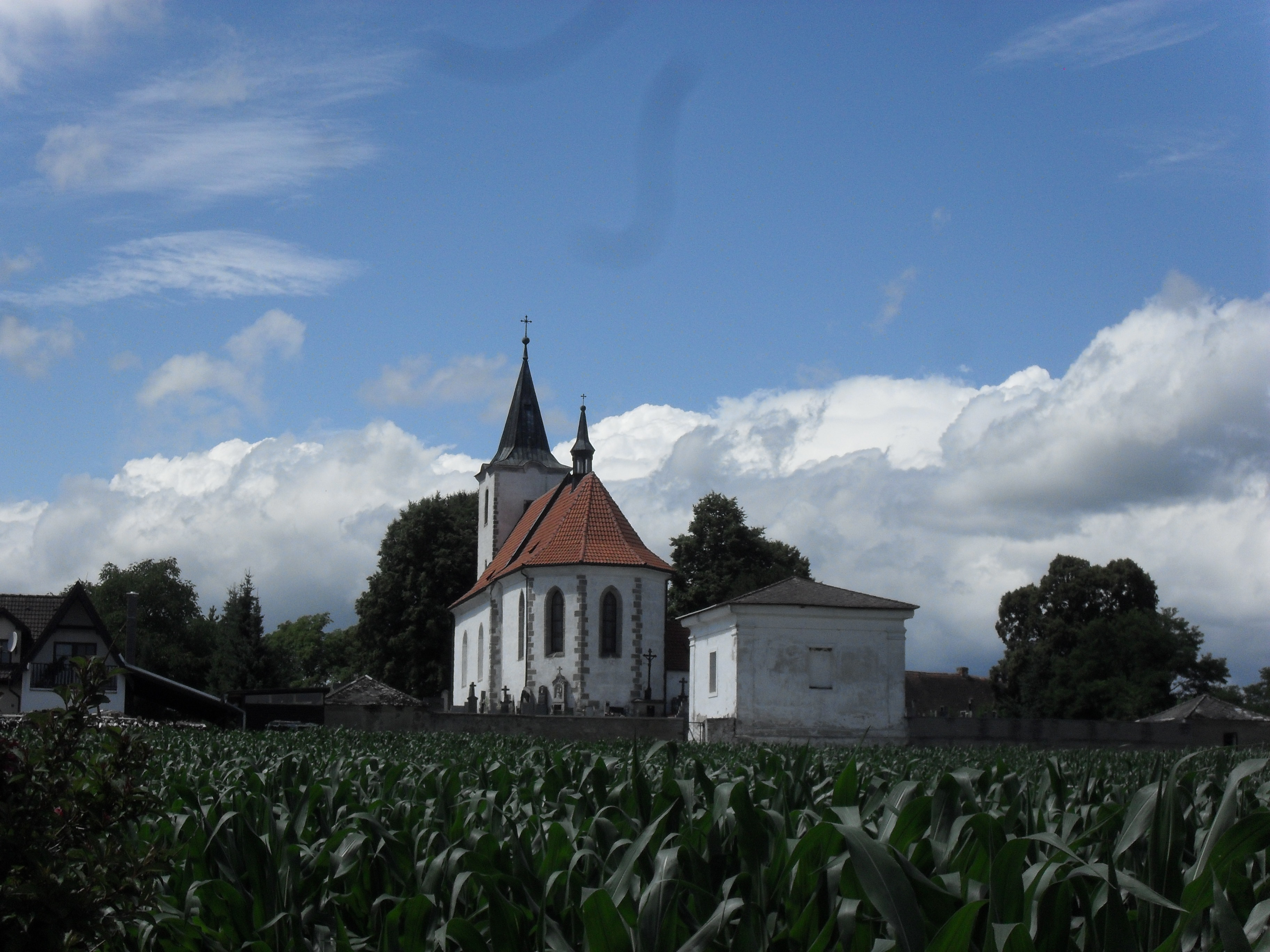
Kirche des hl. Bartholomäus

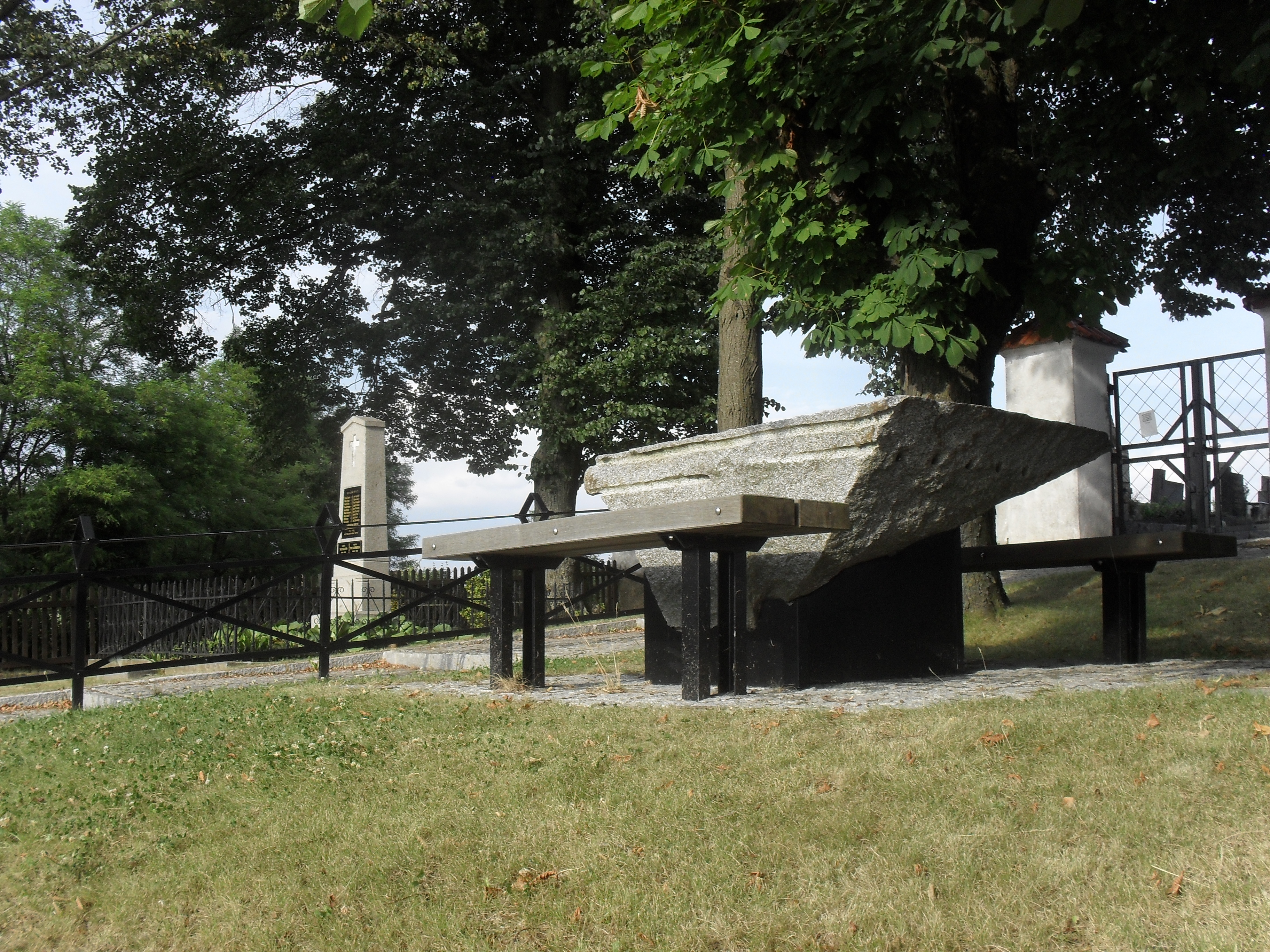
Steinerner Tisch und Gefallenendenkmal

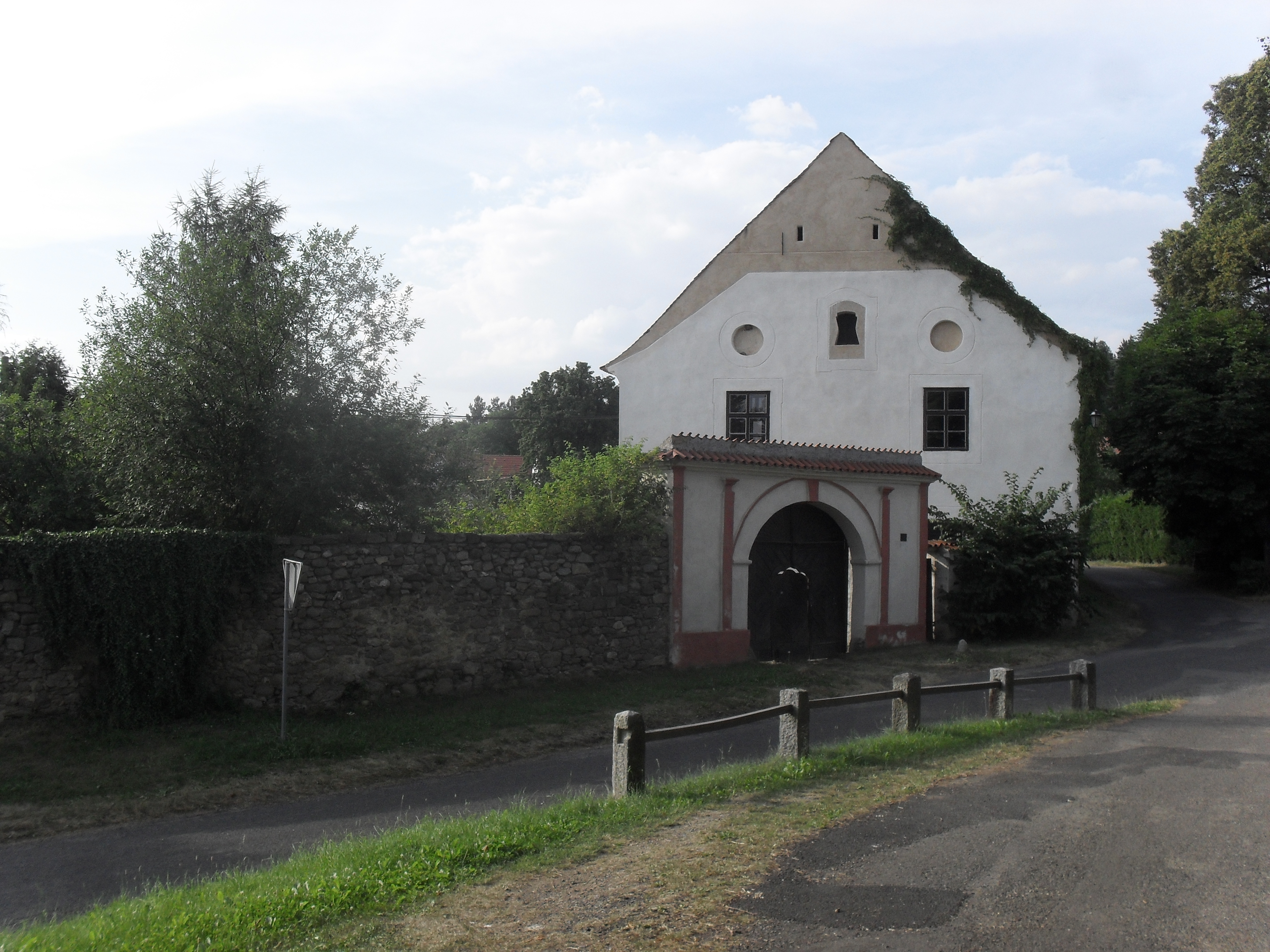
Pfarrhaus

Kvášňovice (deutsch Kwaschnowitz, auch Kwaschniowitz und Kwaschonowitz) ist eine Gemeinde in Tschechien. Sie liegt zehn Kilometer südöstlich von Nepomuk und gehört zum Okres Klatovy.

## Geographie
Kvášňovice befindet sich nordöstlich des Teiches Kozčínský rybník auf einer Anhöhe in der Nepomucká vrchovina (Nepomuker Bergland). Gegen Nordosten liegt der Teich Korytný rybník, südöstlich der Jámský rybník. Östlich des Dorfes entspringt der Bach Kovčínský potok. Nördlich erheben sich die Čárky (598 m) und die Buková hora (600 m), im Süden die Soudná (569 m) sowie südwestlich der Na Hromadných (534 m). Zwischen Kvášňovice und Defurovy Lážany befinden sich zwei abgesoffene große Steinbrüche.
Nachbarorte sind Nekvasovy, Chlumy und Stupovka im Norden, Kotouň, Oselce und Řesanice im Nordosten, Černice und Defurovy Lážany im Osten, Osek, Dobrotice und Holkovice im Südosten, Slávenky, Maňovice, Pačejov und Pačejov-nádraží im Süden, Olšany, Žďár und Loužná im Südwesten, Milčice und Kovčín im Westen sowie U Jandů, Baníř, Činov und Kramolín im Nordwesten.

## Geschichte
Kvášňovice wurde vermutlich im 11. Jahrhundert gegründet und gehörte wahrscheinlich zu den Güter der Burg Prácheň. Die Kirche entstand zwischen 1240 und 1260. Die erste urkundliche Erwähnung des Dorfes erfolgte im Jahre 1364. Kvášňovice war Pfarrort für Olšany, Maňovice, Defurovy Lažany, Černice, Chlumy und Nekvasovy. Im Jahre 1614 wurde der Teich Kozčínský rybník angelegt. Seit 1784 ist eine einklassige Schule nachweislich, in der auch die Kinder aus den Dörfern Olšany, Maňovice, Defurovy Lažany, Černice und Chlumy unterrichtet wurden.
Nach der Aufhebung der Patrimonialherrschaften bildete Kvašňovice/Kwaschniowitz ab 1850 mit dem Ortsteil Olšany eine Gemeinde im Gerichtsbezirk Horažďowitz. Ab 1868 gehörte die Gemeinde zum Bezirk Strakonitz. Im selben Jahre wurde in der Schule der zweiklassige Unterricht aufgenommen, ab 1878 wurden drei Klassen gebildet. 1887 löste sich Olšany von Kvašňovice los und bildete eine eigene Gemeinde. Seit Beginn des 20. Jahrhunderts führt die Gemeinde den Namen Kvášňovice. Ab 1949 gehörte Kvášňovice zum Okres Horažďovice, nach dessen Aufhebung wurde die Gemeinde 1960 dem Okres Klatovy zugeordnet. Die Schule wurde 1967 wegen zu geringer Schülerzahl geschlossen, das Schulgebäude wurde später zu einem Wohnhaus umgebaut. Am 1. Juli 1975 erfolgte die erneute Eingemeindung von Olšany, zwischen 1976 und 1990 gehörte Kvášňovice als Ortsteil zu Pačejov. Seit dem 24. November 1990 bildet Kvášňovice wieder eine eigene Gemeinde.

## Gemeindegliederung
Für die Gemeinde Kvášňovice sind keine Ortsteile ausgewiesen. Zu Kvášňovice gehört die Einschicht Slávenky.

## Sehenswürdigkeiten
- Kirche des hl. Bartholomäus, sie wurde zwischen 1240 und 1260 im spätromanischen Stil errichtet und um 1400 gotisch umgebaut. Zwischen 1751 und 1768 erfolgte eine barocke Umgestaltung. Sechs aus der Zeit zwischen 1556 und 1578 stammende Grabsteine der Familien Dlauhowesky von Langendorf und Švihovský von Riesenberg wurden aus dem Kirchenschiff entfernt und in der Sakristei eingelagert. Die Kirche wird von einem Friedhof umgeben, auf dem sich die Grabstätten der Besitzer der Feste Oselce, Ferdinand Karl von Riesenberg und Peter Woselsky von Langendorf befinden.
- Pfarrhaus
- Bildstock
- Gedenkstein für die Gefallenen des Ersten Weltkrieges, vor der Kirche
- Statue des hl. Johannes von Nepomuk, vor der Kirche, geschaffen 1832
- Kvášňovická lípa östlich des Dorfes am Feldweg nach Defurovy Lážany. Die 23 m hohe Sommerlinde mit einem Stammumfang von 3,83 m ist seit 1978 als Landschaftsdominante geschützt.[3]
- Kozčínský rybník, auch Velký kovčínský rybník, volkstümlich als Kvášňovák bezeichnet, der 1614 angelegte Teich ist mit einer Wasserfläche von 106 ha, nach anderen Angaben 120 ha, der größte Teich in Westböhmen.